# Афанасьев, Сергей Александрович (учёный)
Сергей Александрович Афанасьев (укр. Сергій Олександрович Афанасьєв; род. 18 августа 1959) — украинский гидробиолог, член-корреспондент Национальной академии наук Украины (2018), директор Института гидробиологии НАН Украины с 2021 года. Лауреат Государственной премии Украины в области науки и техники (2013, за серию работ «Разработка научных основ и методов биоиндикации и биомониторинга природных экосистем Украины», в составе научного коллектива) и премии имени Шмальгаузена НАН Украины (2011, за серию работ «Раритетная ихтиофауна как показатель экологического состояния рек Украины», в составе научного коллектива).
Окончил биологический факультет Киевского государственного университета (1981). Начал работать в Институте гидробиологии ещё студентом, в 1979 году. В 1986 году защитил кандидатскую диссертацию, в 2012 году докторскую диссертацию. С 2001 года старший научный сотрудник, с 2015 года профессор и исполняющий обязанности заведующего отделом ихтиологии и гидробиологии речных систем.
Автор около 280 научных публикаций, в том числе 25 монографий. Под руководством Афанасьева было проведено обследование основных речных бассейнов Украины, разработаны концептуальные основания сравнительной оценки экологического состояния речных систем Украины и проведена экологическая оценка бассейнов Тисы, Припяти, Верхнего Днепра, Южного и Западного Буга.